# Primetime Creative Arts Emmy Awards 2018
La cerimonia della 70ª edizione dei Primetime Creative Arts Emmy Awards (70th Primetime Creative Arts Emmy Awards) nel corso di due serate l'8 e il 9 settembre 2018 presso il Microsoft Theater di Los Angeles.

## Primetime Creative Arts Emmy Awards
Le candidature erano state annunciate il 12 luglio 2018. Segue la lista completa delle categorie con i rispettivi candidati. I vincitori sono indicati in cima all'elenco di ciascuna categoria, seguiti dal resto degli artisti o programmi nominati. I vincitori nelle categorie in cui si sono verificati ex aequo sono contrassegnati dal simbolo .

### Programmi televisivi

#### Miglior film per la televisione
- Black Mirror - USS Callister, distribuito da Netflix
  - Fahrenheit 451, distribuito da HBO
  - Flint, distribuito da Lifetime
  - Paterno, distribuito da HBO
  - The Tale, distribuito da HBO

#### Miglior programma d'animazione
- Rick and Morty, per l'episodio Cetriolo Rick
  - Big Hero 6: La serie, per l'episodio Il ritorno di Baymax 
  - Bob's Burgers, per l'episodio V For Valentine-detta
  - I Simpson, per l'episodio Gone Boy
  - South Park, per l'episodio Put It Down

#### Miglior programma per bambini
- The Magical Wand Chase: A Sesame Street Special
  - Alexa & Katie
  - Le amiche di mamma
  - Una serie di sfortunati eventi
  - Star Wars Rebels

#### Miglior speciale varietà (in diretta)
- Jesus Christ Superstar Live in Concert
  - 75th Golden Globe Awards
  - 60th Annual Grammy Awards
  - Night of Too Many Stars: America Unites for Autism Programs
  - The Oscars

#### Miglior speciale varietà (pre-registrato)
- Dave Chappelle: Equanimity
  - The Carol Burnett Show: 50th Anniversary Special
  - Carpool Karaoke Primetime Special 2018
  - Full Frontal with Samantha Bee Presents: The Great American* Puerto Rico (*It's complicated.)
  - Steve Martin & Martin Short: An Evening You Will Forget for the Rest of Your Life

#### Miglior reality strutturato
- Queer Eye
  - Antiques Roadshow
  - Fixer Upper
  - Lip Sync Battle
  - Shark Tank
  - Who Do You Think You Are?

#### Miglior reality non strutturato
- United Shades of America
  - Born This Way
  - Deadliest Catch
  - Intervention
  - Nudi e crudi
  - RuPaul's Drag Race: Untucked

#### Miglior documentario o programma non-fiction
- Wild Wild Country
  - American Masters
  - Blue Planet II
  - The Defiant Ones
  - The Fourth Estate

#### Miglior speciale documentario o non-fiction
- The Zen Diaries of Garry Shandling
  - Icarus
  - Jim & Andy: The Great Beyond
  - Mister Rogers: It's You I Like
  - Spielberg

#### Miglior programma o speciale divulgativo
- Anthony Bourdain: Parts Unknown
  - Leah Remini: Scientology and the Aftermath
  - Non c'è bisogno di presentazioni - Con David Letterman
  - StarTalk with Neil deGrasse Tyson
  - Vice

#### Miglior corto commedia o drammatico
- James Corden's Next James Corden
  - aka Wyatt Cenac
  - An Emmy for Megan
  - Grey's Anatomy: B Team
  - The Walking Dead: Red Machete

#### Miglior corto varietà
- Carpool Karaoke: The Series
  - Creating Saturday Night Live
  - The Daily Show — Between the Scenes
  - Gay of Thrones
  - Honest Trailers
  - The Tonight Show Starring Jimmy Fallon - Cover Room

#### Miglior corto non-fiction
- Anthony Bourdain: Explore Parts Unknown
  - The Americans: The Final Season
  - The Assassination of Gianni Versace: American Crime Story: America's Obsessions
  - Jay Leno's Garage
  - Top Chef: Last Chance Kitchen

#### Miglior corto animato
- Freshly Baked: The Robot Chicken Santa Claus Pot Cookie Freakout Special: Special Edition, di Robot Chicken
  - Ring of Fire, di Adventure Time
  - Jungle Moon, di Steven Universe
  - The Self-Indulgent 200th Episode Spectacular! Pt. 1 and Pt. 2 di Teen Titans Go!
  - Hurricane Hal, di We Bare Bears

### Recitazione, doppiaggio e conduzione televisiva

#### Miglior attore guest star in una serie drammatica
- Ron Cephas Jones, per aver interpretato William nell'episodio Un consiglio paterno di This Is Us
  - F. Murray Abraham, per aver interpretato Dar Adal nell'episodio All In di Homeland
  - Cameron Britton, per aver interpretato Edmund Kemper nel secondo episodio di Mindhunter
  - Matthew Goode, per aver interpretato Tony Armstrong-Jones nell'episodio Matrimonium di The Crown
  - Gerald McRaney, per aver interpretato Dr. Nathan Katowski nell'episodio La macchina di This Is Us
  - Jimmi Simpson, per aver interpretato William nell'episodio Ritrovo di Westworld

#### Miglior attrice guest star in una serie drammatica
- Samira Wiley, per aver interpretato Moira nell'episodio After di The Handmaid's Tale
  - Viola Davis, per aver interpretato Annalise Keating nell'episodio Allow Me To Reintroduce Myself di Scandal
  - Kelly Jenrette, per aver interpretato Annie nell'episodio Other Women di The Handmaid's Tale
  - Cherry Jones, per aver interpretato Holly Osborne nell'episodio Baggage di The Handmaid's Tale
  - Diana Rigg, per aver interpretato Lady Olenna Tyrell nell'episodio La giustizia della regina de Il Trono di Spade
  - Cicely Tyson, per aver interpretato Ophelia Harkness nell'episodio I'm Going Away di How to Get Away with Murder

#### Miglior attore guest star in una serie commedia
- Katt Williams, per aver interpretato Willie nell'episodio Alligator Man di Atlanta
  - Sterling K. Brown, per aver interpretato Philip Davidson nell'episodio The Box di Brooklyn Nine-Nine
  - Bryan Cranston, per aver interpretato Dr. Templeton nell'episodio Running with the Bulls di Curb Your Enthusiasm
  - Donald Glover, per la sua interpretazione al Saturday Night Live
  - Bill Hader, per la sua interpretazione al Saturday Night Live
  - Lin-Manuel Miranda, per aver interpretato se stesso nell'episodio Fatwa! di Curb Your Enthusiasm

#### Miglior attrice guest star in una serie commedia
- Tiffany Haddish, per la sua interpretazione al Saturday Night Live
  - Tina Fey, per la sua interpretazione al Saturday Night Live
  - Jane Lynch, per aver interpretato Sophie Lennon nell'episodio Mettilo sul piatto! di La fantastica signora Maisel
  - Maya Rudolph, per aver interpretato Judge Gen nell'episodio Il burrito di The Good Place
  - Molly Shannon, per aver interpretato Val nell'episodio La fatina di Staten Island di Will & Grace
  - Wanda Sykes, per aver interpretato Daphne Lido nell'episodio Juneteenth di Black-ish

#### Miglior attore in un corto commedia o drammatico
- James Corden, per aver interpretato James Corden in James Corden's Next James Corden
  - Alexis Denisof, per aver interpretato Glenn in I Love Bekka & Lucy
  - Melvin Jackson Jr., per aver interpretato Melvin Jackson Jr. /Eddie Murphy in This Eddie Murphy Role Is Mine, Not Yours
  - DeStorm Power, per aver interpretato se stesso in Caught the Series
  - Miles Tagtmeyer, per aver interpretato Liam in Broken

#### Miglior attrice in un corto commedia o drammatico
- Christina Pickles, per aver interpretato Biz in Break a Hip
  - Megan Amram, per aver interpretato Megan Amram in An Emmy for Megan
  - Lee Garlington, per aver interpretato Darlene in Broken
  - Naomi Grossman, per aver interpretato Lorna in Ctrl Alt Delete
  - Diarra Kilpatrick, per aver interpretato Akosua Millard in American Koko
  - Kelli O'Hara, per aver interpretato Katie Bonner in The Accidental Wolf

#### Miglior doppiatore
- Alex Borstein, per aver dato voce a Lois Griffin, Barbara "Babs" Pewterschmidt, Natalia, una femmina d'ippopotamo, una donna in macchina e una voce femminile nell'episodio Nanny Goats de I Griffin
  - Dan Castellaneta, per aver dato voce a Homer Simpson, Krusty il Clown, Willie e Telespalla Mel nell'episodio Fears of a Clown de I Simpson
  - Seth MacFarlane, per aver dato voce a Stan Smith e Roger Smith nell'episodio The Talented Mr. Dingleberry di   American Dad!
  - Seth MacFarlane, per aver dato voce a Stewie Griffin e Brian Griffin nell'episodio Send in Stewie, Please de I Griffin
  - Russi Taylor, per aver dato voce a Huey, Dewey, Louie, Grandma, The Witch e Minnie Mouse nell'episodio The Scariest Story Ever: A Mickey Mouse Halloween Spooktacular di Topolino

#### Miglior narratore
- Sir David Attenborough, per aver narrato la puntata One Ocean di Blue Planet II
  - Charles Dance, per aver narrato la puntata Uprising: First Blood di Savage Kingdom
  - Morgan Freeman, per aver narrato March of the Penguins 2: The Next Step
  - Carl Reiner, per aver narrato If You're Not in the Obit, Eat Breakfast
  - Liev Schreiber, per aver narrato la puntata Canelo-Golovkin di 24/7

#### Miglior presentatore di un reality
- RuPaul Charles, per aver presentato RuPaul's Drag Race
  - W. Kamau Bell, per aver presentato United Shades of America
  - Ellen DeGeneres, per aver presentato Ellen's Game of Games
  - Heidi Klum e Tim Gunn, per aver presentato Project Runway
  - Jane Lynch, per aver presentato Hollywood Game Night

### Acconciature

#### Migliori acconciature per una serie single-camera
- Joy Zapata, Lori McCoy Bell, Dawn Victoria Dudley, Karen Zanki, Connie Kallos, Norma Lee, per l'episodio Il mondo nuovo di Westworld
  - Ivana Primorac, per l'episodio Gentile Sig.ra Kennedy di The Crown
  - Kevin Alexander, Candice Banks, Nicola Mount, Rosalia Culora per l'episodio Il drago e il lupo de Il Trono di Spade
  - Theraesa Rivers, Valerie Jackson, Leslie Bennett, Jules Holdren, per l'episodio Pilot di GLOW
  - Francesca Paris, Christine Cantrell, Cassie Hurd, Reo Anderson, per l'episodio Pilot di La fantastica signora Maisel

#### Migliori acconciature per una serie multi-camera o speciale
- Hector Pocasangre, Gabriel Villarreal, per la puntata 10s Across the Board di RuPaul's Drag Race
  - Kimi Messina, Gail Ryan, Derrick Spruill, Rene Vaca, Patricia Pineda, Pixie Schwartz, per la puntata Night at the Movies di Dancing with the Stars
  - Charles LaPointe, Kevin Maybee, per Jesus Christ Superstar Live in Concert
  - Jodi Mancuso, Jennifer Serio, Inga Thrasher, Cara Hannah Sullivan, Joseph C. Whitmeyer, Amanda Duffy, per la puntata con Tiffany Haddish del Saturday Night Live
  - Jerilynn Stephens, Meagan Herrera-Schaaf, Renee Ferruggia, Derrick Spruill, Alyn Topper, Darbie Wieczorek, per la puntata Live Finale, Part 1 di The Voice

#### Migliori acconciature per una miniserie o film
- Chris Clark, Natalie Driscoll, Shay Sanford-Fong, Helena Cepeda, per American Crime Story - L'assassinio di Gianni Versace
  - Michelle Ceglia, Samantha Wade, Brittany Madrigal, Julie Rael, Valerie Jackson, Joanne Onorio, per American Horror Story: Cult
  - Kate Starr, Alex Rouse, Judit Halasz, Janosne Kajtar, per Genius: Picasso
  - Geordie Sheffer, Megan Daum, Carmen Jones, per Godless
  - Theraesa Rivers, Valerie Jackson, Mishell Chandler, Amanda Mofield, Deborah Pierce, Loretta Nero, per l'episodio Oscar, Oscar, Oscar di The Last Tycoon
  - Clare M. Corsick, Bryn Leetch, per Twin Peaks

### Casting

#### Miglior casting per una serie drammatica
- Nina Gold, Robert Sterne, per The Crown
  - Nina Gold, Robert Sterne, Carla Stronge, per Il Trono di Spade
  - Sharon Bialy, Sherry Thomas, Russell Scott, Robin D. Cook, per The Handmaid's Tale
  - Carmen Cuba, Tara Feldstein Bennett, Chase Paris, per Stranger Things
  - John Papsidera, per Westworld

#### Miglior casting per una serie commedia
- Meredith Tucker, Jeanie Bacharach, Cindy Tolan, per La fantastica signora Maisel
  - Alexa L. Fogel, Tara Feldstein Bennett, Chase Paris, per Atlanta
  - Sharon Bialy, Sherry Thomas, per Barry
  - Jennifer Euston, Elizabeth Barnes, per GLOW
  - Jeanne McCarthy, Nicole Abellera Hallman, Leslie Woo, per Silicon Valley

#### Miglior casting per una miniserie, film o speciale
- Courtney Bright, Nicole Daniels, per American Crime Story - L'assassinio di Gianni Versace
  - Ellen Lewis, Rene Haynes, Jo Edna Boldin, per Godless
  - Bernard Telsey, Patrick Goodwin, per Jesus Christ Superstar Live in Concert
  - Avy Kaufman, Leo Davis, Lissy Holm, Moonyeenn Lee, per The Looming Tower
  - Nina Gold, Martin Ware, per Patrick Melrose

#### Miglior casting per un reality
- Ally Grant, Beyhan Oguz, Gretchen Palek, Danielle Gervais, per Queer Eye
  - Sasha Alpert, Megan Sleeper, Caitlyn Audet, per Born This Way
  - Sasha Alpert, Alissa Haight Carlton, Jen DeMartino, Rebecca Snavely, per Project Runway
  - Goloka Bolte, Ethan Petersen, per RuPaul's Drag Race
  - Michelle McNulty, Holly Dale, Courtney Burns, per The Voice

### Colonna sonora

#### Miglior composizione musicale per una serie televisiva
- Ramin Djawadi, per l'episodio Il drago e il lupo de Il Trono di Spade
  - Sean Callery, per l'episodio AKA Playland di Jessica Jones
  - Mark Isham, Cindy O'Connor, Michael Simon, per l'episodio Leaving Storybrooke di Once Upon A Time
  - W.G. Snuffy Walden, A. Patrick Rose, per l'episodio Pattern of Life si SEAL Team
  - Kevin Kiner, per l'episodio Family Reunion – And Farewell di Star Wars Rebels
  - Ramin Djawadi, per l'episodio Il mondo nuovo di Westworld

#### Miglior composizione musicale per una miniserie, film o speciale
- Cyrille Aufort, per March of the Penguins 2: The Next Step
  - Carlos Rafael Rivera, per l'episodio Homecoming di Godless
  - Mychael Danna e Jeff Danna, per la prima parte di Alias Grace
  - Harry Gregson-Williams, per The Commuter (Philip K. Dick's Electric Dreams)
  - Cristobal Tapia De Veer, per Crazy Diamond (Philip K. Dick's Electric Dreams)
  - Daniel Pemberton, per l'episodio USS Callister di Black Mirror

#### Miglior direzione musicale
- Gregg Field, per Tony Bennett: The Library of Congress Gershwin Prize For Popular Song
  - Bruno Mars, per Bruno Mars: 24K Magic Live at the Apollo
  - Davey Johnstone, per Elton John: I'm Still Standing – A Grammy Salute
  - Harold Wheeler, per The Oscars
  - Adam Wayne Blackstone, per Super Bowl LII Halftime Show Starring Justin Timberlake

#### Miglior supervisione musicale
- Robin Urdang, Daniel Palladino e Amy Sherman-Palladinoper l'episodio Pilot di La fantastica signora Maisel
  - Jen Malone e Fam Udeorji, per l'episodio Alligator Man di Atlanta
  - Nora Felder, per l'episodio Capitolo due - Dolcetto o scherzetto, matto di Stranger Things
  - Jennifer Pyken, per l'episodio Super Bowl di This Is Us
  - Sean O'Meara, per l'episodio Il mondo nuovo di Westworld

#### Migliori musiche e testi originali
- Eli Brueggemann, Chris Redd, Kenan Thompson, Will Stephen, per il brano Come Back Barack della puntata con Chance The Rapper del Saturday Night Live
  - Mark Rivers, per il brano Totally Gay dell'episodio Am I Gay? di Big Mouth
  - Benj Pasek e Justin Paul, per il brano In the Market for A Miracle di A Christmas Story Live!
  - Jonathan Coulton, per il brano High Crimes And Misdemeanors dell'episodio Day 450 di The Good Fight
  - Alan Bergman, Marilyn Bergman e Dave Grusin, per il brano Just Getting Started di If You're Not In The Obit, Eat Breakfast
  - Steve Martin, per il brano The Buddy Song di Steve Martin & Martin Short: An Evening You Will Forget for the Rest of Your Life

#### Miglior tema musicale originale di una sigla
- Carlos Rafael Rivera, per Godless
  - Mychael Danna, per The Last Tycoon
  - John Paesano, per Marvel's The Defenders
  - Jeff Beal, per The Putin Interviews
  - Mike S. Olson, Bridget Ellen Kearney, Michael Calabrese, Rachael Price, per Somebody Feed Phil
  - Chris Bacon, per The Tick

### Costumi

#### Migliori costumi d'epoca
- Jane Petrie, Emily Newby, Basia Kuznar, Gaby Spanswick, per l'episodio Gentile Sig.ra Kennedy di The Crown
  - Michael Kaplan, Rudy Mance, Beáta Merkovits, Andrew Hunt, per l'episodio Omicidi nascosti de L'alienista
  - Sonu Mishra, Eudald Magari, Balazs Labancz, per l'episodio Chapter One di Genius: Picasso
  - Donna Zakowska, Marina Reti, Ginnie Patton, Sheila Grover, per l'episodio La delusione dei gemelli Dionne di La fantastica signora Maisel
  - Terry Dresbach, Nadine Powell, Anna Lau, per l'episodio Freedom & Whisky di Outlander

#### Migliori costumi fantasy o di fantascienza
- Michele Clapton, Alexander Fordham, Emma O'Loughlin, Kate O'Farrell, per l'episodio Oltre la Barriera de Il Trono di Spade
  - Meghan Kasperlik, Renee Fontana, Cori Burchell, per Fahrenheit 451
  - Ane Crabtree, Natalie Bronfman, per l'episodio Semi di The Handmaid's Tale
  - Cynthia Summers, Phoebe Parsons, Kelsey Chobotar, Lorelei Burk, per l'episodio Il vile villaggio - Parte 1  di Una serie di sfortunati eventi
  - Sharen Davis, Charlene Amateau, Jodie Stern, Sandy Kenyon, per l'episodio Il mondo nuovo di Westworld

#### Migliori costumi contemporanei
- Lou Eyrich, Allison Leach, Rebecca Guzzi, Nora Pedersen, per l'episodio L'uomo da copertina di American Crime Story - L'assassinio di Gianni Versace
  - Michelle Cole, Delores Ybarra, Devon Patterson, per l'episodio Juneteenth di Black-ish
  - Paolo Nieddu, Jennifer Salim, Steffany Bernstein-Pratt, per l'episodio Slave To Memory di Empire
  - Allyson B. Fanger, Heather Pain, Lori DeLapp, per l'episodio The Expiration Date di Grace and Frankie
  - Hala Bahmet, Elinor Bardach, per l'episodio Il matrimonio di This Is Us

#### Migliori costumi per un varietà, programma non-fiction o reality
- Zaldy Goco, per la puntata 10s Across The Board di RuPaul's Drag Race
  - Daniela Gschwendtner, Steven Lee, Polina Roytman, Candice Rainwater, Howard Sussman, per la puntata Disney Night di Dancing with the Stars
  - Paul Tazewell, Laaleh Mizani, Heather Lockard, Rory Powers, per Jesus Christ Superstar Live in Concert
  - Tom Broecker, Eric Justian, per la puntata con Natalie Portman del Saturday Night Live
  - Helen Woolfenden, Emma Burnand, Claudia Bassi, per la puntata Episode 1 di Tracey Ullman's Show

### Effetti speciali

#### Migliori effetti speciali visivi
- Steve Kullback, Joe Bauer, Adam Chazen, Michelle Blok, Sam Conway, Ted Rae, David Ramos, Wayne Stables, Derek Spears, per l'episodio Oltre la Barriera de Il Trono di Spade
  - Everett Burrell, Tony Meagher, Joel Whist, Jorge Del Valle, Steve Moncur, Christine Lemon, Paul Jones, Antoine Monineau, David Zaretti, per l'episodio Le catene della colpa di Altered Carbon
  - Jabbar Raisani, Terron Pratt, Marion Spates, Ashley Ward, Niklas Jacobson, Niklas Ström, Joao Sita, Juri Stanossek, Rafael Solórzano, per l'episodio Pericolo, Will Robinson di Lost in Space
  - Paul Graff, Christina Graff, Michael Maher, Fred Raimondi, Seth Hill, Joel Sevilla, Alex Young, Steven Michael Dinozzi, Caius Man, per l'episodio Capitolo nove - La porta di Stranger Things
  - Jay Worth, Jacqueline VandenBussche, Bruce Branit, Kama Moiha, Michelle H. Pak, Bobo Skipper, Niklas Nuyqvist, Nhat Phong Tran, Mike Enriquez, per l'episodio Il passeggero di Westworld

#### Migliori effetti speciali visivi di supporto
- Kent Houston, Wendy Garfinkle, Tim Barter, Rasik Gorecha, Martin Lake, Doug Larmour, Alison Griffiths, Steve Murgatroyd, Harin Hirani, per l'episodio Il ragazzo sul ponte de L'alienista
  - Ben Turner, Standish Millennas, Alison Griffiths, Matthew Bristowe, Iacopo Di Luigi, Garrett Honn, Charlie Bennett, Jenny Gauci, Carmine Agnone, per l'episodio Disavventura di The Crown
  - Thomas Joseph Mahoney, Mattew Hunt, Ryan E Bauer, Sina San, Sebastiano D’Aprile, Jon Anastasiades, Mike Brumit, Tim Withers, Randy Little, per l'episodio L'ultimo spettacolo di Gotham
  - Stephen Lebed, Brendan Taylor, Kelly Knauff, Kelly Weisz, Kevin McGeagh, Anderson Leo Bovell, Winston Lee, Xi Luo, Cameron Kerr, per l'episodio June di The Handmaid's Tale
  - Ariel Altman, Lauren Montuori, Joe Gunn, John Miller, Brian Kubovcik, Luciano DiGeronimo, Lindsay Seguin, Greg Anderson, John-Michael Buban, per l'episodio eps3.4_runtime-err0r.r00 di Mr. Robot

### Fotografia

#### Miglior fotografia per una serie single-camera con episodi di oltre 30 minuti
- Adriano Goldman, per l'episodio Beryl di The Crown
  - Colin Watkinson, per l'episodio June di The Handmaid's Tale
  - Dana Gonzales, per l'episodio Divisione Tre di Legion
  - M. David Mullen, per l'episodio Pilot di La fantastica signora Maisel
  - Ben Kutchins, per l'episodio The Toll di Ozark
  - Tim Ives, per l'episodio Capitolo uno - Mad Max di Stranger Things
  - John Grillo, per l'episodio L'enigma della sfinge di Westworld

#### Miglior fotografia per una serie single-camera con episodi fino a 30 minuti
- Christian Sprenger, per l'episodio Teddy Perkins di Atlanta
  - Paula Huidobro, per l'episodio Chapter Eight: Know Your Truth di Barry
  - Justin Brown, per l'episodio Episode 3 di The End of the F***ing World
  - Christian Sprenger, per l'episodio Pilot di GLOW
  - Patrick Cady, per l'episodio Hella LA di Insecure
  - Tobias Datum, per l'episodio Ichi Go Ichi E di Mozart in the Jungle

#### Miglior fotografia per una serie multi-camera
- Gary Baum, per l'episodio Un Natale d'altri tempi di Will & Grace
  - Donald A. Morgan, per l'episodio Do What You Gotta Do di The Ranch
  - Patti Lee, per l'episodio Grades of Wrath di Superior Donuts

#### Miglior fotografia per una miniserie o film
- Mathias Herndl, per l'episodio Chapter One di Genius: Picasso
  - PJ Dillon, per l'episodio Il ragazzo sul ponte de L'alienista
  - Kramer Morgenthau, per Fahrenheit 451
  - Steven Meizler, per l'episodio An Incident At Creede di Godless
  - Peter Deming, per l'ottavo episodio di Twin Peaks
  - Stephan Pehrsson, per l'episodio USS Callister di Black Mirror

#### Miglior fotografia per un programma non-fiction
- Ellen Kuras, Hugo van Lawick, per Jane
  - Morgan Fallon, Jerry Risius, Tarik Hameedi, per la puntata Lagos di Anthony Bourdain: Parts Unknown
  - Gavin Thurston, per la puntata The Deep di Blue Planet II
  - Ted Giffords, Roger Munns, per la puntata One Ocean di Blue Planet II
  - Adam Bricker, per la puntata Corrado Assenza di Chef's Table

#### Miglior fotografia per un reality
- Danny Day, John Griber, Mike Cheeseman, Simeon Houtman, Terry Pratt, Rob Gowler, David Lovejoy, Ben Mullin, per la puntata Series Body of Work di Life Below Zero
  - Garrett Rose, per la puntata To Gay Or Not Too Gay di Queer Eye
  - Michael Jacob Kerber, per la puntata 10s Across The Board di RuPaul's Drag Race
  - Joshua Gitersonke, Alan Weeks, Ryan Shaw, David D'Angelo, Petr Cikhart, per la puntata It's Just A Million Dollars, No Pressure di The Amazing Race
  - Bruce Ready, per la puntata Homecoming di Born This Way
  - David Reichert, Charlie Beck, Kelvon Agee, Ben Staley, Josh Thomas, per la puntata Battle Lines di Deadliest Catch

### Illuminazione

#### Miglior illuminazione per un varietà
- Phil Hymes, Geoff Amoral, Rick McGuinness, per la puntata con Kevin Hart del Saturday Night Live
  - Noah Mitz, Ryan Tanker, Michael Berger, Charles Dabezies, Matthew Benson, per la puntata The Finals di America's Got Talent
  - Simon Miles, Matthew Cotter, Suzanne Sotelo, Matt McAdam, per la puntata Halloween Night di Dancing with the Stars
  - Robert Barnhart, Matt Firestone, Patrick Boozer, Pete Radice, Madigan Stehly, per la puntata Finale di So You Think You Can Dance
  - Oscar Dominguez, Daniel Boland, Craig Housenick, Ronald Wirsgalla, Johnny Bradley, per la puntata Live Finale (Part 1) di The Voice

#### Miglior illuminazione per uno speciale varietà
- Al Gurdon, Travis Hagenbuch, Ben Green, Kirk J. Miller, Eric Christian, per Jesus Christ Superstar Live in Concert
  - Robert Dickinson, Noah Mitz, Andy O’Reilly, Patrick Boozer, Ryan Tanker, per 60th Grammy Awards
  - Robert Dickinson, Travis Hagenbuch, Michael Berger, Andy O’Reilly, Patrick Boozer, Ben Green, per The Oscars
  - Robert Barnhart, David Grill, Pete Radice, Jason Rudolph, per Super Bowl LII Halftime Show Starring Justin Timberlake
  - Robert Dickinson, Ed McCarthy, Noah Mitz, Harry Sangmeister, RJ Styles, per 71st Annual Tony Awards

### Montaggio

#### Montaggio video

##### Miglior montaggio video per una serie drammatica single-camera
- Wendy Hallam Martin, per l'episodio June di The Handmaid's Tale
  - Tim Porter, per l'episodio Oltre la Barriera de Il Trono di Spade
  - Crispin Green, per l'episodio Il drago e il lupo de Il Trono di Spade
  - Katie Weiland, per l'episodio Spoglie di guerra de Il Trono di Spade
  - Kevin D. Ross, per l'episodio Capitolo nove - La porta di Stranger Things

##### Miglior montaggio video per una serie commedia single-camera
- Brian A. Kates, per l'episodio Pilot di La fantastica signora Maisel
  - Isaac Hagy, per l'episodio Alligator Man di Atlanta
  - Kyle Reiter, per l'episodio Teddy Perkins di Atlanta
  - Kyle Reiter, per l'episodio Chapter Eight: Know Your Truth di Barry
  - Jeff Buchanan, per l'episodio Chapter Seven: Loud, Fast And Keep Going di Barry

##### Miglior montaggio video per una serie commedia multi-camera
- Peter Beyt, per l'episodio Nonno Jack di Will & Grace
  - Peter Chakos, per l'episodio The Bow Tie Asymmetry di The Big Bang Theory
  - Joe Bella, per l'episodio Crazy Snakes And A Clog To The Head di Mom
  - Pat Barnett, per l'episodio Not Yet di One Day At A Time
  - Brian Schnuckel, per l'episodio Darlene V. David di Roseanne

##### Miglior montaggio video per una miniserie o film single-camera
- Selina MacArthur, per l'episodio USS Callister di Black Mirror
  - Emily Greene, per l'episodio Solo di American Crime Story - L'assassinio di Gianni Versace
  - Shelly Westerman, per l'episodio La casa sul lago di American Crime Story - L'assassinio di Gianni Versace
  - Chi-Yoon Chung, per l'episodio Caccia all'uomo di American Crime Story - L'assassinio di Gianni Versace
  - Duwayne Dunham, per l'ottavo episodio di Twin Peaks

##### Miglior montaggio video per un varietà
- Ryan Barger, per il segmento Border Patrol di Last Week Tonight with John Oliver
  - Brad Conlin, Tom Jarvis, per Carpool Karaoke Primetime Special 2018
  - Jeff U'ren, per Dave Chappelle: Equanimity
  - John Cason, per la puntata Heroines di Drunk History
  - Jesse Coane, Charles Divak, Daphne Gomez-Mena, Andrew Mendelson, Tennille Uithof, per Full Frontal with Samantha Bee Presents: The Great American* Puerto Rico (*It's Complicated)
  - Anthony Miale, per il segmento Wax President Harding di Last Week Tonight with John Oliver

##### Miglior montaggio video per un programma non-fiction
- Hunter Gross, per la puntata Lagos di Anthony Bourdain: Parts Unknown
  - Lasse Järvi, Doug Pray, per la puntata Episode 3 di The Defiant Ones
  - Joe Beshenkovsky, Brett Morgen, Will Znidaric, per Jane
  - Neil Meiklejohn, per la puntata Part 3 di Wild Wild Country
  - Joe Beshenkovsky, per The Zen Diaries of Garry Shandling

##### Miglior montaggio video per un reality competitivo o strutturato
- Thomas Scott Reuther, Joe DeShano, A.M. Peters, Ryan Taylor, Matthew D. Miller, Brian Ray, per la puntata Series Body of Work di Queer Eye
  - Brooks Larson, Jay Gammill, Josh Lowry, Michael Bolanowski, Tori Rodman, Jason Pedroza, Eric Beetner, Tricia Rodrigo, per la puntata It's Just A Million Dollars, No Pressure di The Amazing Race
  - Nick Gagnon, David Green, Michael Kalbron, Corey Ziemniak, Curtis Pierce, Kyle Barr, Mary Dechambres, per la puntata Daytona Beach Qualifiers di American Ninja Warrior
  - Jamie Martin, Drew Forni, John Lim, Michael Roha, per la puntata 10s Across The Board di RuPaul's Drag Race
  - John M. Larson, Robert Michael Malachowski Jr, Hudson H. Smith III, Matt Antell, Roger Bartlett, Sean Basaman, Kevin Benson, Matthew Blair, Melissa Silva Borden, William Fabian Castro, Grady Cooper, A.J. Dickerson, Glen Ebesu, Noel A. Guerra, John Homesley, Omega Hsu, Ryan P. James, Charles A. Kramer, James J. Munoz, Rich Remis, David I. Sowell, Robby Thompson, Eric Wise, per la puntata Series Body of Work di The Voice

##### Miglior montaggio video per un reality non strutturato
- Bryan Eber, per la puntata Sikhs In America di United Shades of America with W. Kamau Bell
  - Jarrod Burt, Jacob Lane, Mac Caudill, Madison Pathe, John Barley, Daysha Broadway, Stephanie Lyra, Svein Mikkelsen, Ryan Rambach, Peggy Tachdjian, Dan Zimmerman, per la puntata Series Body of Work di Born This Way
  - Rob Butler, Alexandra Moore, Ben Bulatao, Josh Earl, Greg Cornejo, per la puntata Battle Lines di Deadliest Catch
  - Eric Michael Schrader, Tony Diaz, Matt Mercer, Jennifer Nelson, per la puntata The 11th Hour di Life Below Zero
  - Lousine Shamamian, per la puntata Untucked – 10s Across The Board di RuPaul's Drag Race: Untucked

#### Montaggio audio

##### Miglior montaggio audio per una serie televisiva con episodi di oltre 30 minuti
- Stranger Things – Capitolo otto - Il Mind Flayer
  - Il Trono di Spade – Spoglie di guerra
  - Homeland – All In
  - Star Trek: Discovery – What's Past Is Prologue
  - Westworld – Il mondo nuovo

##### Miglior montaggio audio per una serie televisiva con episodi fino a 30 minuti o d'animazione
- Atlanta – Teddy Perkins
  - Ballers – Bull Rush
  - Barry – Chapter Seven: Loud, Fast And Keep Going
  - Star Wars Rebels – A World Between Worlds
  - Vice Principals – The Union of The Wizard & The Warrior

##### Miglior montaggio audio per una miniserie, film o speciale
- Black Mirror – USS Callister
  - American Horror Story: Cult – Il grande giorno
  - Fahrenheit 451
  - Godless – Homecoming
  - Twin Peaks – ottavo episodio
  - Waco – Operation Showtime

##### Miglior montaggio audio per un programma non-fiction
- Anthony Bourdain: Parts Unknown – Seattle
  - Blue Planet II – Coral Reefs
  - The Defiant Ones – Episode 1
  - Jane
  - The Vietnam War – Episode 6: Things Fall Apart (January 1968-July 1968)
  - Wild Wild Country – Part 1

#### Missaggio

##### Miglior missaggio per una serie commedia o drammatica con episodi di oltre 30 minuti
- Il Trono di Spade – Oltre la Barriera
  - The Handmaid's Tale – June
  - Mr. Robot – eps3.4_runtime-error.r00
  - Stranger Things – Capitolo otto - Il Mind Flayer
  - Westworld – Il mondo nuovo

##### Miglior missaggio per una miniserie o film
- Genius – Picasso: Chapter One
  - American Crime Story - L'assassinio di Gianni Versace – L'uomo da copertina
  - Fahrenheit 451
  - Twin Peaks – ottavo episodio
  - Waco – Operation Showtime

##### Miglior missaggio per una serie commedia o drammatica con episodi fino a 30 minuti o d'animazione
- Barry – Chapter Seven: Loud, Fast And Keep Going
  - Family Guy – Three Directors
  - Modern Family – Lake Life
  - Mozart in the Jungle – Domo Arigato
  - Silicon Valley – Fifty-One Percent

##### Miglior missaggio per un varietà o speciale
- Jesus Christ Superstar Live in Concert
  - 60th Annual Grammy Awards
  - Last Week Tonight with John Oliver – Episode 421
  - The Oscars
  - The Voice – Live Finale (Part 2)

##### Miglior missaggio per un programma non-fiction
- Anthony Bourdain: Parts Unknown – Lagos
  - The Defiant Ones
  - Jane
  - The Vietnam War – Episode 6: Things Fall Apart (January 1968-July 1968)
  - Wild Wild Country – Part 1

### Regia

#### Miglior regia per un varietà
- Don Roy King, per la puntata con Donald Glover del Saturday Night Live
  - Andre Allen, per la puntata 2061 di Full Frontal with Samantha Bee
  - Carrie Brownstein, per la puntata Riot Spray di Portlandia
  - Jim Hoskinson, per la puntata 438 di The Late Show with Stephen Colbert
  - Tim Mancinelli, per la puntata 0416 di The Late Late Show with James Corden
  - Paul Pennolino, per la puntata 421 di Last Week Tonight with John Oliver

#### Miglior regia per un programma documentario o non-fiction
- Brett Morgen, per Jane
  - Bryan Fogel, per Icarus
  - Ken Burns e Lynn Novick, per la puntata The History of The World (April 1969-May 1970) di The Vietnam War
  - Chapman Way e Maclain Way, per la puntata Part 3 di Wild Wild Country
  - Judd Apatow, per The Zen Diaries of Garry Shandling

#### Miglior regia per un reality
- Nick Murray, per la puntata 10s Across The Board di RuPaul's Drag Race
  - Bertram van Munster, per la puntata It's Just A Million Dollars, No Pressure di The Amazing Race
  - Patrick McManus, per la puntata Daytona Beach Qualifiers di American Ninja Warrior
  - Ken Fuchs, per la puntata Episode 903 di  Shark Tank
  - Alan Carter, per la puntata Live Top 11 Performances di The Voice

### Riprese

#### Miglior direzione tecnica, operazioni di ripresa e controllo video per una serie televisiva
- Saturday Night Live – Host: Donald Glover
  - The Big Bang Theory – The Bow Tie Asymmetry
  - Dancing with the Stars – Finale
  - Jimmy Kimmel Live! – Jimmy Kimmel Live In Brooklyn: Billy Joel And Tracy Morgan
  - Last Week Tonight with John Oliver – Episode 421
  - The Voice – Live Finale, Part 2

#### Miglior direzione tecnica, operazioni di ripresa e controllo video per una miniserie, film o speciale
- Jesus Christ Superstar Live in Concert
  - 2018 Rock And Roll Hall of Fame Induction Ceremony
  - Carpool Karaoke Primetime Special 2018
  - The Oscars
  - Super Bowl LI Halftime Show Starring Justin Timberlake

### Sceneggiatura

#### Miglior sceneggiatura per un varietà
- Sceneggiatori di Last Week Tonight with John Oliver
  - Sceneggiatori di Full Frontal with Samantha Bee
  - Sceneggiatori del Late Night with Seth Meyers
  - Sceneggiatori del The Late Show with Stephen Colbert
  - Sceneggiatori del Saturday Night Live

#### Miglior sceneggiatura per un programma non-fiction
- Anthony Bourdain, per la puntata Southern Italy di Anthony Bourdain: Parts Unknown
  - Allen Hughes, Lasse Järvi, Doug Pray, per la puntata Episode 1 di The Defiant Ones
  - Bryan Fogel, Mark Monroe, Jon Bertain, per Icarus
  - Brett Morgen, per Jane
  - JoAnn Young, per Mister Rogers: It's You I Like
  - Geoffrey C. Ward, per la puntata The History of The World (April 1969-May 1970) di The Vietnam War

### Scenografia

#### Miglior scenografia per una serie contemporanea
- Mark White, Elisabeth Williams, Martha Sparrow e Caroline Gee, per l'episodio June di The Handmaid's Tale
  - Ruth De Jong, Cara Brower, Florencia Martin, per Twin Peaks
  - Jeff Mossa, Rachel Robb Kondrath e Claire Kaufman, per American Horror Story: Cult
  - Derek R. Hill, John Richardson e Chuck Potter, per l'episodio My Dripping Sleep di Ozark
  - Elisabeth Williams, Martha Sparrow e RobHepburn, per gli episodi Semi, Dopo e Primo sangue di The Handmaid's Tale

#### Miglior scenografia per una serie in costume o fantasy
- Deborah Riley, Paul Ghirardani, Rob Cameron, per l'episodio Roccia del Drago de Il Trono di Spade
  - Martin Childs, Mark Raggett, Alison Harvey, per l'episodio Beryl di The Crown
  - Howard Cummings, David Lazan, Julie Ochipinti, per l'episodio Il mondo nuovo di Westworld
  - Bill Groom, Neil Prince, Ellen Christiansen, per l'episodio Ya Shivu v Bolshom Dome Na Kholme di La fantastica signora Maisel
  - Mara LePere-Schloop, Bill Crutcher, Karl Probert, Alice Baker, Philip Murphy, per l'episodio Il ragazzo sul ponte de L'alienista

#### Miglior scenografia per una serie con episodi fino a 30 minuti
- Todd Fjelsted, Harry Otto, Ryan Watson, per l'episodio The Dusty Spur di GLOW
  - Tyler B. Robinson, Eric Schoonover, Amber Haley, per l'episodio Loud, Fast And Keep Going di Barry
  - Devorah Herbert, Amy Wheeler, Andrea Fenton, per l'episodio The Tappys di Grace and Frankie
  - Timothy O'Brien, Taylor Mosbey, Aimee Athnos, per l'episodio Teddy Perkins di Atlanta
  - Glenda Rovello, Conny Marinos, Peter Gurski, per l'episodio Un Natale d'altri tempi di Will & Grace
  - Richard Toyon, Jaclyn Hauser, Brandi Kalish, per l'episodio Tech Evangelist di Silicon Valley

#### Miglior scenografia per un programma varietà o reality
- Eugene Lee, Akira Yoshimura, Keith Ian Raywood, N. Joseph DeTullio, per la puntata con Bill Hader del Saturday Night Live
  - Anton Goss, James Pearse Connelly, Lydia Smyth, Zeya Maurer, Stephanie Hines, per la puntata The Blind Auditions Season Premiere di The Voice
  - Eric Morrell, per la puntata Episode 418 di Last Week Tonight with John Oliver
  - James Pearse Connelly, James Nelson, John Calderon, Heather Cantrell, per la puntata Extinction: Why All Our Friends Are Dying di Bill Nye Saves The World
  - James Yarnell, Steve Morden, John Sparano, per la puntata Night At The Movies di Dancing with the Stars

#### Miglior scenografia per uno speciale varietà
- Jason Ardizzone-West, Melissa Shakun, per Jesus Christ Superstar Live in Concert
  - Derek McLane, Alana Billingsley, Kristen Merlino, per The Oscars
  - Joe Stewart, Joseph Mark Sarno, per Carol Burnett Show 50th Anniversary Special
  - Brian Stonestreet, Kristen Merlino, Gloria Lamb, per 60th Annual Grammy Awards
  - Brian Stonestreet, John Zuiker, per The 75th Annual Golden Globe Awards

### Sigle e grafiche in movimento

#### Miglior design di una sigla
- Counterpart
  - L'alienista
  - Altered Carbon
  - GLOW
  - Westworld

### Stunt

#### Miglior coordinamento stunt per una serie drammatica, miniserie o film
- Rowley Irlam, per Il Trono di Spade
  - The Blacklist
  - Blindspot
  - Marvel's The Punisher
  - Westworld

#### Miglior coordinamento stunt per una serie commedia o varietà
- Shauna Duggins, per GLOW
  - Brooklyn Nine-Nine
  - Cobra Kai
  - Saturday Night Live
  - Shameless

### Trucco

#### Miglior trucco per una serie single-camera (non prostetico)
- Elisa Marsh, Allan A. Apone, Rachel Hoke, John Damiani, Ron Pipes, Ken Diaz, per l'episodio Il mondo nuovo di Westworld
  - Jane Walker, Kay Bilk, Marianna Kyriacou, Pamela Smyth, Kate Thompson, Nicola Matthews, per l'episodio Il drago e il lupo de Il Trono di Spade
  - Lana Horochowski, Maurine Burke, Lesa Nielson Duff, Melissa Buell, Kristina Frisch, per l'episodio Money's In The Chase, di GLOW
  - Burton LeBlanc, Talia Reingold, Erika Caceres, per l'episodio Nondonne  di The Handmaid's Tale
  - Zoe Hay, Heather Plott, Luis Garcia, Elizabeth Hoel-Chang, Tania McComas, per l'episodio Numero Due di This Is Us
  - Tom McInerney, Katie Derwin, Lizanne Proctor, Ciara Scannell, Deirdre Fitzgerald, Kate Donnelly, per l'episodio Homeland di Vikings

#### Miglior trucco per una serie multi-camera o speciale (non prostetico)
- Louie Zakarian, Amy Tagliamonte, Jason Milani, Rachel Pagani, Sarah Egan, Daniela Zivkovic, per la puntata con Tina Fey del Saturday Night Live
  - Darcy Gilmore, Kristene Bernard, Gina Ghiglieri, Kathleen Karridene per la puntata Live Finale, Part 1 di The Voice
  - Zena Shteysel, Angela Moos, Patti Ramsey-Bortoli, Sarah Woolf, Julie Socash, Donna Bard, per la puntata Halloween Night di Dancing with the Stars
  - Joe Dulude II, Angela L. Johnson, Milagros Medina-Cerdeira, LaSoyna Gunter, Margie Durand, Andrew Sotomayor, per Jesus Christ Superstar Live in Concert
  - Nicole Faulkner, Jen Fregozo, Natasha Marcelina, David Petruschin, per la puntata 10s Across The Board di RuPaul's Drag Race

#### Miglior trucco per una miniserie o film (non prostetico)
- Eryn Krueger Mekash, Robin Beauchesne, Silvina Knight, David Williams, Ana Lozano, Tym Buacharern, per American Crime Story - L'assassinio di Gianni Versace
  - Eryn Krueger Mekash, Kim Ayers, Michael Mekash, Silvina Knight, Carleigh Herbert, per American Horror Story: Cult
  - Davina Lamont, Hayden Bloomfield, Szandra Biro, Szilvia Homolya, per Genius: Picasso
  - Lana Horochowski, Maurine Burke, Lesa Nielsen Duff, Melissa Buell, Cyndilee Rice, Kelcey Fry, per l'episodio Oscar, Oscar, Oscar di The Last Tycoon
  - Debbie Zoller, Richard Redlefsen, per Twin Peaks

#### Miglior trucco prostetico per una serie, miniserie, film o speciale
- Jane Walker, Paul Spateri, Emma Faulkes, Barrie Gower, per l'episodio Il drago e il lupo de Il Trono di Spade
  - Eryn Krueger Mekash, Michael Mekash, Kim Ayers, Silvina Knight, Christopher Nelson, Carleigh Herbert, Glen Eisner, David Leroy Anderson, per American Horror Story: Cult
  - Eryn Krueger Mekash, Michael Mekash, Silvina Knight, Robin Beauchesne, David Leroy Anderson, Glen Eisner, per American Crime Story - L'assassinio di Gianni Versace
  - Glenn Hetrick, James Mackinnon, Hugo Villasenor, Rocky Faulkner, Chris Bridges, Shane Zander, Neville Page, Michael O'Brien, per l'episodio Will You Take My Hand? di Star Trek: Discovery
  - Justin Raleigh, Kevin Kirkpatrick, Thom Floutz, Chris Hampton, Bryan Blair, Michael Ezell, Steve Koch, per l'episodio L'enigma della sfinge di Westworld

### Pubblicità

#### Miglior spot televisivo
- The Talk di P&G
  - Alexa Loses Her Voice di Amazon
  - Earth: Shot On iPhone di Apple
  - In Real Life per la campagna Monica Lewinsky – Anti-Bullying
  - It's A Tide Ad di Tide

### Media interattivi

#### Miglior programma interattivo
- Last Week Tonight with John Oliver – HBO
  - The Daily Show – Comedy Central
  - Full Frontal with Samantha Bee Online – TBS
  - The Late Late Show with James Corden – CBS
  - Saturday Night Live – NBC

#### Miglior programma interattivo originale
- NASA JPL: Cassini's Grand Finale – YouTube
  - Back to the Moon – Google
  - Blade Runner 2049: Memory Lab – Oculus
  - Coco VR – Oculus
  - Spider-Man Homecoming VR Experience – PlayStation VR App

#### Miglior realizzazione creativa nell'interattività multimediale per un programma scritturato
- Westworld - Chaos Takes Control Interactive Experience – HBO
  - Mr. Robot - Ecoin – USA
  - Rick and Morty - Virtual Rick-ality – Adult Swim
  - Silicon Valley – Interactive World: Not Hotdog, VR & Twitter-Powered Pizza Drones – HBO
  - 13 Reasons Why - Talk To The Reasons – Netflix

#### Miglior realizzazione creativa nell'interattività multimediale per un programma non scritturato
- CONAN Without Borders – TBS
  - The Oscars: All Access – Oscars.com
  - RuPaul's Drag Race - Season 10 RuVeal – VH1
  - Watch What Happens Live with Andy Cohen – Bravo

## Premi della giuria
Categoria in cui eventuali premi, dopo una pre-selezione in cui si scelgono le candidature, vengono assegnati all'unanimità da una giuria di esperti.

### Miglior motion design
- Mike Perry, Isam Prado, Erica Perez, Maya Edelman, Barbara Benas, per l'episodio Mushrooms di Broad City
- Mike Houston, Daniel de Graaf, Naoko Saito, Ryan Frost, Chris King, per Wasted! The Story of Food Waste

### Miglior realizzazione individuale nell'animazione
- Lindsay Small-Butera, animatrice di personaggi, per l'episodio Ketchup di Adventure Time
- Stu Livingston, storyboard artist, per Hey Arnold! The Jungle Movie
- Jeff Scher, scenografo, per The Number On Great-Grandpa's Arm
- Justin Martin, disegnatore di sfondi, per The Scariest Story Ever: A Mickey Mouse Halloween Spooktacular
- Caroline Cruikshank, animatore di personaggi, per l'episodio Springfield Splendor de I Simpson
- Patrick Bryson, coloratore colorista di sfondi, per l'episodio Jungle Moon di Steven Universe

### Eccezionali meriti nella produzione di documentari
- Joslyn Barnes, Yance Ford, per Strong Island
  - Matthew Heineman, Alex Gibney, Molly Thompson, Stacey Offman, per City of Ghosts
  - Brett Morgen, Bryan Burk, James Smith, Tim Pastore, per Jane
  - Paige Goldberg Tolmach, Sarah Gibson, Frank Marshall, Matt Tolmach, per What Haunts Us

### Miglior coreografia
- Mandy Moore, per le esibizioni Brand New, To Make You Feel My Love in So You Think You Can Dance
  - Chloe Arnold, per le esibizioni The Greatest Showman e Crosswalk the Musical On Broadway in The Late Late Show with James Corden
  - Travis Wall, per le esibizioni Change Is Everything e Strange Fruit in So You Think You Can Dance
  - Al Blackstone, per le esibizioni The Man That Got Away e L-O-V-E in So You Think You Can Dance
  - Christopher Scott, per le esibizioni Prism e Say You Won't Let Go in So You Think You Can Dance

## Premi speciali
- Governors Award: franchise Star Trek[5]